# السينما الموازية
السينما الموازية أو السينما الهندية الجديدة، هي حركة أفلام في السينما الهندية نشأت في ولاية البنغال الغربية في الخمسينيات من القرن الماضي كبديل للسينما التجارية الهندية السائدة.
مستوحاة من الواقعية الإيطالية الجديدة، بدأت السينما الموازية قبل الموجة الفرنسية الجديدة والموجة اليابانية الجديدة مباشرة، وكانت مقدمة للموجة الهندية الجديدة في الستينيات. قادت الحركة في البداية السينما البنغالية وأنتجت صانعي أفلام مشهود لهم دوليًا مثل ساتياجيت راي ومرينال سين وريتويك غاتاك وتابان سينها وغيرهم. اكتسبت لاحقًا مكانة بارزة في صناعات الأفلام الأخرى في الهند .
معروفة بمحتواها الجاد، والواقعية والطبيعية، والعناصر الرمزية مع التركيز الشديد على المناخ الاجتماعي والسياسي في ذلك الوقت، ورفض إجراءات الرقص والغناء المدرجة التي تعتبر نموذجية للأفلام الهندية السائدة.

## التاريخ
يمكن اعتبار ساتياجيت راي متزعم هذه الحركة البديلة في السينما الهندية، ومن أول من فتح الباب للآخرين ليحذوا حذوه، وقد كان للقائه بالمخرج الفرنسي الكبير جان رينوار الذي أتى للبنغال لتصوير فيلمه النهر تأثير كبير عليه، إضافة لمَقامه القصير في لندن الذي شاهد خلاله العديد من الأفلام العالمية، لكن مشاهدته لفيلم سارق الدراجة، أحد أول وأهم أفلام الواقعية الجديدة الإيطالية، شكل بالنسبة له العلامة الفارقة التي قَرَّر بعدها مباشرة أن يصبح مخرجا سينمائيا، ويخرج أفلاما على منوال هذا الفيلم، وذلك ما كان.
إضافة لساتياجيت راي كان هنالك ثلاثة فرسان سينمائيين من البنغال لايَقلُّون عنه إبداعا وتمكنا من العملية الإخراجية واصطفافا في الجهة المقابلة للسينما السائدة، والتي لم يكن يهمُّ صانعيها سوى الإقبال الجماهيري الكثيف بغض النظر عن أي خطاب فني أو تَبَن لقضايا فكرية أو اجتماعية أو إنسانية. هؤلاء هم مرينال سين، ريتويك غاتاك وتابان سينها.